# 多田有花
多田 有花（ただ ゆうか、1979年12月24日 - ）は、日本のAV女優。C-more ENTERTAINMENT所属。

## 略歴
2022年6月、マドンナの専属女優としてAVデビュー。
2024年10月7日、公式XでHANAYA PROJECTからC-more ENTERTAINMENTに所属事務所を移籍したことを報告。

## 人物
関西出身。大学は心理学専攻。
AVデビュー前は、国際線の客室乗務員や秘書をしていた。
趣味はゴルフ、旅行、美容、パーソナルジム。
家族は夫、娘一人。結婚10年になる(デビュー作にて公表)。
表情や立ち振る舞いに表れるその人の人生の経験値が、40歳という年齢が近づいてきている自分の場合はどう評価されるのか、自分の価値が知りたくてAVデビューを決断した。AVに挑戦するか美魔女コンテストに出演するかの選択肢があったが、AVは表面的だけでなくありのままの自分の価値が分かると判断し挑戦を決めた。

## 作品
◎はBD版発売作品。

### アダルトDVD / BD
- 『美』、『知』、『性』、すべてにおいてハイスペック―。 元国際線キャビンアテンダントの人妻 多田有花 42歳 AV DEBUT（6月28日、マドンナ）◎
- 元国際線キャビンアテンダントの人妻 第2弾!! 燃えるような熱いキスが忘れられなくて…。（7月26日、マドンナ）
- 元CA妻第3弾!!待望の中出し解禁!! 卒業式の後に… 大人になった君へ義母からの贈り物―。（8月23日、マドンナ）
- 人妻秘書、汗と接吻に満ちた社長室中出し性交 美しく知的な熟女新人、『秘書』シリーズ登場!!（9月27日、マドンナ）◎
- 妻には口が裂けても言えません、義母さんを孕ませてしまったなんて…。 ―1泊2日の温泉旅行で、我を忘れて中出ししまくった僕。―（10月25日、マドンナ）
- 息子の友達の制御不能な絶倫交尾でイカされ続けて…（11月22日、マドンナ）

- 妻の妊娠中、オナニーすらも禁じられた僕は上京してきた義母・有花さんに何度も種付けSEXをしてしまった…。（3月14日、マドンナ）
- 母をイジメっ子の同級生にNTRれたいじめられっ子の僕（4月11日、マドンナ）
- 四六時中、娘婿のデカチ○ポが欲しくて堪らない義母の誘い（5月9日、マドンナ）
- 「ごめんね、もう我慢できないの…」息子の友達に欲情してしまった私は…。（6月13日、マドンナ）
- 多田有花 Madonna専属1周年記念BEST 8時間 ～知性とエロスを兼ね備えたハイスペック美女、マドンナ初ベスト15本番SPECIAL～（6月27日、マドンナ）※単体ベスト
- 息子の友人ともう5年間、セフレ関係を続けています―。 年下の子と不埒な火遊び… 中出し情事に溺れる私。（7月11日、マドンナ）
- 嫁の母に浮気がバレて、寸止め生殺しSEXでたっぷりシゴかれた僕。 「アナタが二度と浮気できないように、射精管理してあげる…。」（8月8日、マドンナ）
- 夫の身代わりになった高慢女上司、恥辱のクレーム対応―。 悪質男に固定バイブを強制されて謝罪と絶頂を繰り返す人妻―。（9月12日、マドンナ）
- 永遠に終わらない、中出し輪姦の日々。（10月10日、マドンナ）
- 毎晩響く隣の奥さんの喘ぎ声が気になった僕は… ～欲求不満な人妻と汗だくになってヤリまくった昼下がり～（11月14日、マドンナ）
- 内見に来た熟年夫婦の旦那をパンチラと卑猥な囁きで誘う不動産レディの淫乱中出し営業 逆NTR（12月12日、マドンナ）
- 世界一豪華な記念作!! マドンナ20周年記念 湯煙舞う中出し無制限史上初ALL専属バスツアー!! 前編 4時間OVER 2枚組!!（12月26日、マドンナ）◎

- 姑、今ここにチ○ポ堕ち―。≪モンスター嫁≫による‘家庭内凌凌辱の日々。（1月9日、マドンナ）
- 世界一豪華な記念作!! マドンナ20周年記念 感動と絶頂のフィナーレ 湯煙舞う中出し無制限史上初ALL専属バスツアー!! 後編 ～大競“宴”はまだまだ終わらない!! 中出し無制限の大乱交!!～（1月30日、マドンナ）◎
- 汗ほとばしる人妻の圧倒的な腰振りで、僕は一度も腰を動かさずに中出ししてしまった。（2月13日、マドンナ）
- Madonna20周年記念MONROE特別作品!! 夫婦交換スワッピング ～美熟女たちの饗宴～（3月26日、MONROE）
- 憧れの叔母に媚薬を盛り続けて10日後、ガンギマリ中出しハメ放題のアヘアヘ肉便器になった…。（4月9日、MONROE）
- 汗と愛液にまみれた肉体内申書 愛する息子の進学の為だったのに、私は身も心もカレに溺れてしまった…。（5月14日、MONROE）
- 「なあ、お前の母ちゃん貸してくれよ」息子の不始末の代償は… 終わりなき輪姦の日々でした…。（6月11日、MONROE）
- 「ムラムラしたらいつでも会いに来てね…」 童貞の僕が人妻ソープで筆下ろしを頼んだ嬢がなんと友達の母・有花さん! 異次元の気持ち良さに、所かまわず夢中で中出ししまくった!（7月9日、MONROE）
- 義理の娘は男友達を呼び出して毎日、私を輪姦させています―。（8月13日、MONROE）
- 母と僕の妊活中出し性交 ―他人だと知った僕たちは夢中で種付けに溺れた―（9月10日、MONROE）
- 社長夫人、新卒社員を連れ回す私欲の中出し出張旅行 多田有花（10月8日、MONROE）
- 「代償は身体で払ってもらいましょう…。」 貞淑妻は万引き娘の身代わり言いなり肉奴隷 多田有花（11月12日、MONROE）
- 友達の母親～最終章～ 多田有花（12月12日、センタービレッジ/花園）
- はだかの主婦 練馬区在住 多田有花 (44)（12月20日、プラネットプラス/裸婦趣向）

- 飼いならした舐め犬君に激しくクンニされ続けて… 終わらない舐め奉仕で快楽堕ちしたウチの妻 多田有花（1月14日、JET映像）
- 息子の性処理は私のお仕事です 多田有花（2月4日、KSB企画/エマニエル）
- 働く妻 出張先で犯された 8（2月11日、ながえSTYLE）
- 見知らぬ相手だから淫らになれるマッチングアプリ妻 男臭い無洗チ●ポ激舐めフェラチオ 24時間オマ●コ疼きっぱなしオナニー 夫には見せられない秘密の行きずり交尾 多田有花（3月4日、VENUS）
- 「母親を興奮させてどうするの?」 母が!? 息子が!? 欲情に堕ちるとき ～母子相×の物語～（3月14日、ホットエンターテイメント）
- 人妻の花びらめくり 多田有花（3月18日、人妻援護会/エマニエル）
- 真・異常性交 四十路母と子 其の四拾 夫よりも息子の魔羅を欲してしまう淫乱母 多田有花 45歳（3月25日、グローバルメディアエンタテインメント）
- 24時間居座り集団中出しレ●プ 06 セレブ美人妻 Yさん（3月25日、ボニータ/妄想族）
- 「お義母さん… 今日も中出ししてもいい?」 絶倫の夫の連れ子が毎晩わたしのオマ○コに射精しています… 多田有花（5月9日、人妻花園劇場）
- お仕事淫語 CA客室乗務員 多田有花（5月27日、稀(まれ)/妄想族）
- したがりな兄嫁 病気療養中の兄貴に代わり元気ビンビン弟チ●ポで兄嫁を悦ばせた話 多田有花（6月3日、熟女大学/熟女卍）
- あたしが求める理想のSEX～オトナ女性が本当にしたいリアルSEX～ 多田有花（6月10日、セレブの友）
- 美しいおばさんの体験談 若いデカチンの男たちにまわされて悶絶してしまった私（6月10日、ながえSTYLE）

### アダルトVR
- 初VR 僕の悩みを笑顔で解決してくれる有花先生のキスから始まる放課後性指導 ヤリたい盛りのサルになった僕は気が狂うほど中出ししまくった。（2023年6月23日、マドンナ）

### ネット配信
- マドンナ専属女優の『リアル』解禁。 MADOOOON!!!! 多田有花 ハメ撮り（2023年2月7日、マドンナ）

## 掲載

### 雑誌
- スポーツニッポン（2022年9月毎週木曜日） - インタビュー「性学伝」[6]

### 註釈
1. ↑  2024年3月から11月までは、内部レーベル『MONROE』専属。